# Guerreros Kull
En el programa de televisión de ciencia ficción Stargate SG-1 los guerreros Kull son criaturas genéticamente producidas por Anubis (y luego de su deceso, por Baal) para ser usados como su ejército personal.
Dándoseles la vida y siendo mejorados mediante un derivado de la tecnología de curación de los Antiguos, son esencialmente pizarras en blanco, criados para pelear y obedecer. La forma humanoide de estos guerreros es producida en enormes cantidades en un laboratorio de clonación. Sin necesidad de parecer humanos, su aspecto es deforme y están biológicamente unidos a sus armaduras.
Son controlados por Goa'uld a quienes se les ha lavado el cerebro. El cuerpo del anfitrión tiene considerablemente más fuerza que un humano normal, pero no puede sobrevivir sin un simbionte que los sustente. Y aún con uno, su expectativa de vida es limitada: su fuerza y otras características mejoradas no incluyen un sistema cardiovascular acorde, por lo que finalmente sucumben a una falla cardíaca.
Sus trajes son impermeables a todas las armas comunes, a las de energía Goa'uld, a los explosivos incluyendo el C-4 además de otros componentes altamente explosivos. Dardos de punta fina de Trinium pueden penetrar el entretejido del traje, además una explosión lo suficientemente fuerte o un misil pueden matarlos, y un Disruptor Kull fue finalmente diseñado por humanos y Tok'ras usando un aparato de curación de los Antiguos descubierto por el Goa'uld Telchak, siendo capaz de derribar a un Kull en dos o más disparos.
Pueden ser destruidos por un Arma de Drones de los Antiguos.
Los guerreos Kull son altamente atléticos, capaces de marchar y correr largas distancias sin parar, además de poseer gran fuerza. Son implacables y tenaces, abocándose únicamente en su objetivo y eliminando cualquier obstáculo que se interponga en su misión, con impiadosa eficiencia. A diferencia de los Jaffa, con quienes existe la posibilidad de razonar o cohesionarlos, los guerreros Kull no tienen emociones y muy poca o ninguna capacidad de criterio propio; son completamente leales a su señor.
Su arma principal es un emisor de energía montado en su muñeca, el cual es similar a la lanza de energía de los Jaffa, sólo que con proyectiles más pequeños y un rango de fuego mucho mayor.
El traje de los guerreros Kull puede ser usado por un humanoide que tenga el tamaño apropiado para usarlo, sin embargo el traje rechaza a un anfitrión que no posea naquadah en la sangre. El casco tiene como efecto que la voz se profundice, con un efecto similar al que se observa en el de Darth Vader de la Guerra de las Galaxias pero sin el silbido respiratorio característico. Esto ocurre independientemente del usuario del traje.